# Daltonia robbinsii
Daltonia robbinsii är en bladmossart som beskrevs av Benito C. Tan och H. Robinson 1990. Daltonia robbinsii ingår i släktet Daltonia och familjen Daltoniaceae. Inga underarter finns listade i Catalogue of Life.